# Ernest Casimir de Nassau-Weilburg
Ernest Casimir de Nassau-Weilburg (en alemany Ernst Kasimir von Nassau-Weilburg) va néixer a Sarrebruck (Alemanya) el 15 de novembre de 1607 i va morir a Weilburg el 16 d'abril de 1655. Era fill del comte Lluís II (1565-1627) i d'Anna Maria de Hessen-Kassel (1567-1626).
En morir el seu pare, Ernest Casimir va heretar el títol de comte de Nassau-Weilburg conjuntament amb els seus germans. Però tot seguit el comtat es va dividir i repartir, de manera que a Ernest Casimir li va correspondre Weiburg; a Guillem Lluís, Sarrebruck; i a Joan, Idstein. A partir del 1651 ontentà a més el títol de comte de Nassau-Kircheim.

## Matrimoni i fills
El 22 de febrer de 1634 es va casar a Weilburg amb la comtessa Anna Maria de Sayn-Wittgenstein-Homburg (1610-1656), filla del comte Guillem II (1569-1623) i d'Anna Otil·la de Nassau-Weilburg (1582-1635). El matrimoni va tenir cinc fills: 
- Guillem Lluís (1634-1634)
- Elionor (1636-1678), casada amb el comte Casimir d'Eberstein (1639-1660).
- Casimir (1638-1639)
- Frederic, comte de Nassau-Weilburg, casat amb Cristina de Sayn-Wittgenstein-Homburg (1646-1678).
- Anna, nascuda i morta el 1641